# Лачские говоры
Ла́чские го́воры — говоры севернорусского наречия, распространённые на границе Вологодской области, Архангельской области и Карелии вокруг озера Лача. Лачские говоры являются частью межзональных говоров северного наречия наряду с белозерско-бежецкими и онежскими говорами, размещёнными в области взаимопересечения изоглосс противоположных с территориальной точки зрения диалектных зон и групп говоров — западной и северо-западной диалектных зон, а также Ладого-Тихвинской группы (на западе) и северо-восточной диалектной зоны, а также Вологодской и Костромской групп (на востоке). Лачские говоры не образуют самостоятельной группы говоров, так как их ареал не выделяется пучками изоглосс — диалектные явления в области распространения данных говоров размещены непоследовательно.
Лачские говоры распространены в северной части севернорусского ареала, они характеризуются диалектными чертами севернорусского наречия и северной диалектной зоны, а также чертами, общими для межзональных говоров северного наречия. Языковые явления диалектных зон (кроме северной) и соседних групп говоров охватывают разные части территории лачских говоров, ряд из этих явлений в лачских говорах полностью отсутствует.
Лачские говоры характеризуются немногочисленными языковыми чертами, охватывающими их ареал, среди них отмечаются такие, как вокализм первого предударного слога после мягких согласных, при котором в соответствии /е/, /ĕ/, /а/ произносятся перед твёрдыми согласными: гласные [е] (реже [о] и [и]) — на месте /е/, [е] наряду с [и] — на месте /ĕ/ и [а] — на месте /а/; перед мягкими согласными: гласные [е] (реже [и]) — на месте /е/, [и] наряду с [е] — на месте /ĕ/ и [а] (на западе), [е] (на востоке) — на месте /а/; произношение слов со своими особенностями тел’[о́]га и к[ры]нка; различение форм дательного и творительного падежей множественного числа существительных и прилагательных (с окончанием -ми в творительном падеже); распространение слов: назём «навоз»; ума́кает, ума́чет, ма́чет «мычит» (о корове); пора́то «очень» и т. д.

## Вопросы классификации
| Классификация: - Русский язык - Севернорусское наречие - Межзональные говоры Лачские говоры на карте говоров севернорусского наречия (При нажатии на изображение территории какой-либо группы говоров будет осуществлён переход на соответствующую статью) |

Впервые как диалектная единица в составе севернорусского наречия лачские говоры были отмечены авторами диалектного членения русского языка 1964 года — в составе наречия были выделены на основе определённых комплексов собственно местных явлений, выраженных пучками изоглосс и сочетаниями ареалов, Ладого-Тихвинская, Вологодская и Костромская группы говоров, оставшаяся часть севернорусского ареала, не имеющая языкового комплекса, наличие которого позволило бы обозначить их как целостную группу, образовала территорию межзональных говоров, среди которых по ряду диалектных признаков были выделены лачские говоры. На диалектологической карте русского языка, составленной в 1914 году, территория современных лачских говоров располагалась на границе Олонецкой и Восточной групп говоров северновеликоруского наречия.

## Особенности говоров
Языковая характеристика лачских говоров включает бо́льшую часть диалектных черт северного наречия, все черты северной диалектной зоны, часть черт западной, северо-западной и северо-восточной диалектных зон, часть черт Вологодской группы говоров, черты, общие для всех межзональных говоров северного наречия, и единичные местные диалектные явления.

### Севернорусские диалектные черты
К числу черт северного наречия относятся такие основные диалектные черты, как:
1. Полное оканье — различение гласных неверхнего подъёма после твёрдых согласных в первом и втором предударном слоге, а также в заударных слогах: д[о]мá, м[о]локо́, нáд[о]; д[а]вáй, д[а]л’око́, о́кн[а] и т. п.[11][12][13];
2. Смычное образование звонкой задненёбной фонемы /г/ и её чередование с /к/ в конце слова и слога: но[г]á — но[к], бер’о[г]у́с’ — бер’о́[к]с’а и т. п.[14][15][16];
3. Отсутствие /j/ в интервокальном положении, явления ассимиляции и стяжения в сочетаниях гласных у глаголов и прилагательных: дêл[а]т, зн[а]т, ум[é]т; но́в[а], молод[а́], но́в[ы], молод[ы́], но́в[у], молод[у́] и т. п.
4. Наличие сочетания мм в соответствии сочетанию бм: о[мм]áн, о[мм]éн и т. п.[17][18][19]
5. Наличие у существительных женского рода с окончанием -а и твёрдой основой в форме родительного падежа единственного числа окончания -ы.
6. Распространение слов о́зимь, о́зима «всходы ржи»; ора́ть «пахать» наряду со словом паха́ть[20]; зы́бка «подвешиваемая к потолку колыбель»[3]; ковш, ко́вшик; квашня́, квашо́нка[21]; бре́зговать; сковоро́дник «приспособление для вынимания сковороды из печи»[3]; пого́да в значении «плохая погода» и другие слова и диалектные черты.

### Черты диалектных зон
Специфика лачских говоров в распространении языковых черт диалектных зон определяется наличием в них черт, характерных главным образом для северо-восточной диалектной зоны и отдельных черт западной и северо-западной диалектных зон. Из числа черт западной диалектной зоны встречается употребление местоимения мужского рода 3-го лица с начальным /j/ — йон (он). К чертам северо-западной диалектной зоны, отмечаемым в лачских говорах, относятся:
1. Наличие формы винительного падежа единственного числа местоимения 3-го лица женского рода йей.
2. Употребление возвратной частицы -си в формах глаголов прошедшего времени: умыл[си́].

Из черт северной диалектной зоны распространены такие черты, как:
1. Произношение с мягкими согласными н'  и с'  прилагательных с суффиксами -ск-: же́[н']ский, ру́[с']ский и т. п.
2. Склонение существительного сосна с постоянным ударением на основе: со́сны, со́сну, со́сна.
3. Распространение безличных предложений с главным членом — страдательным причастием и объектом в форме винительного падежа: всю карто́шку съе́дено.
4. Употребление именительного падежа существительных женского рода с окончанием -а в качестве прямого дополнения при инфинитиве: пошёл ко́сить трава́, копа́ть карто́шка и т. д.
5. Распространение конструкций с повторяющимся словом да при однородных членах предложения: прополо́ли карто́шку да, све́клу да, лук да.
6. Распространение слов: паха́ть «подметать пол»; жи́то «ячмень»; ципля́тница, ципляту́ха, ципляти́ха «наседка»; баско́й, ба́ский, баско́, баса́ «красивый», «красиво», «красота» и т. д.

### Черты межзональных говоров
Для лачских говоров характерны диалектные черты, общие для всех межзональных говоров северного наречия:
1. Замена /ф/ на х, хв, более последовательно распространённая, чем в говорах Вологодской группы: тор[х], ко́[х]та, [хв]акт и т. п.
2. Произношение [ф] в соответствии сочетанию хв: [ф]ост, [ф]о́йа и т. п.
3. Особенности в произношении слов о́болоко (с полногласным сочетанием), ди́вер’ (с гласным и под ударением) и т. д.
4. Формы родительного падежа множественного числа с окончанием -ей от существительных с основой на ц, распространённые более последовательно и лексически неограниченно, чем в вологодских говорах: огурц[е́й], пал’ц[е́й] и т. п.
5. Распространение форм 2-го лица единственного числа даси́ и йеси́ от глаголов дать и есть.
6. Распространение слов кропа́ть, закропа́ть, прикропа́ть «класть заплату»; рвать «теребить» (о льне); ря́вгает, ня́вгает «мяукает» (о кошке); ула́ндает «воет» (о волке) и другие слова и диалектные черты.

Особенностью северной части ареала межзональных говоров, включающего лачские и онежские говоры, является наличие таких диалектных черт, как:
1. Произношение слова беседа с гласным о под ударением: бес’[о́]да.
2. Формы родительного падежа единственного числа прилагательных и местоимений мужского и среднего рода с окончаниями -ого, -его: но́во[г]о, си́н’о[г]о и т. п., отмечаемые в этой части севернорусского ареала наиболее последовательно.

### Местные диалектные черты
Для лачских говоров характерно наличие в разной мере распространённых в их ареале диалектных черт Вологодской группы говоров.
При этом особенностью лачских говоров, непосредственно граничащих с ареалами говоров Онежской и Вологодской групп, является отсутствие в их языковом комплексе ряда диалектных черт, общих для онежских и вологодских говоров, включая такие, как:
1. Наличие фонемы /в/, чередующейся с /w/. Для лачских говоров характерно чередование /в/ с /ф/, как и в русском литературном языке.
2. Употребление пары смычно-проходных боковых согласных l и л’, отмечаемое в вологодских говорах. Вместо неё распространена пара л—л’, свойственная литературному языку.
3. Неразличение форм дательного и творительного падежа множественного числа существительных и прилагательных, характерное не только для онежских и вологодских говоров, но и для всего северного наречия в целом. В лачских говорах отмечается различение форм дательного и творительного падежа: с пусты́ми в’о́драми, к пусты́м в’о́драм с окончанием -ми в творительном падеже. В соседних онежских говорах встречаются формы творительного падежа с окончанием -ма или, реже, -мы (за дома́[ма], за дома́[мы]).

Характерными чертами лачских говоров являются следующие черты:
1. Сходство вокализма ударного слога после мягких согласных с вокализмом говоров Вологодской группы, наличие некоторых особенностей в вокализме первого предударного слога:
  - В соответствии этимологическим /е/, /ĕ/, /а/ под ударением произносятся следующие гласные:
    - В положении перед твёрдыми согласными — [о]: н’[о]с «нёс»; [е] наряду с [и] в лексически ограниченных случаях при возможных в некоторых районах [ȇ] и [ ͡ие]: б[е́]лой, б[и́]лой, б[ȇ]лой, б[ ͡ие]лой «белый»[23][24]; [а]: п’[а́]той «пятый»;
    - В положении перед мягкими согласными — [е]: д[е]н’ «день»; [и], [ȇ], реже [е]: зв[и]р’, зв[ȇ]р’, зв[е]р’ «зверь»[25][26]; [е]: п[е]т’ «пять»[27][28];

  - В соответствии этимологическим /е/, /ĕ/, /а/ в первом предударном слоге произносятся следующие гласные:
    - В положении перед твёрдыми согласными — [е], реже [о] и [и]: н[е]су́, н’[о]су́, н[и]су́; [е] наряду с [и]: р[е]ка́, р[и]ка́; [а]: пр’[а]ду́;
    - В положении перед мягкими согласными — [е], реже [и]: н[е]си́, н[и]си́; [и] наряду с [е]: к р[и]кê, к р[е]кê; [а] — в западной части говоров, [е] — в восточной части говоров: пр’[а]ди́, пр[е]ди́.
2. Произношение некоторых слов со своими особенностями: тел’[о́]га с гласным о под ударением; кр[ы́]нка с твёрдым р (как и в восточных среднерусских акающих говорах отдела А).
3. Распространение следующих слов (часть которых известна соседним вологодским, онежским и другим говорам): назём «навоз»; ума́кает, ума́чет, ма́чет «мычит» (о корове); пора́то «очень», бо́лозно «ручки и оголовье у сохи»; ра́льники «сошники у сохи» и т. д.